# Molophilus (Molophilus) medius
Molophilus (Molophilus) medius is een tweevleugelige uit de familie steltmuggen (Limoniidae). De soort komt voor in het Palearctisch gebied.